# Robert Ilgner
Robert Eduard Friedrich Ferdinand Ilgner (* 24. Dezember 1801 in Breslau; † 2. November 1891 in Berlin) war ein preußischer Generalmajor und Kommandant der Festung Minden.

## Leben

### Herkunft
Robert war der Sohn des Kammerassistenten und Kalkulators Friedrich Ferdinand Ilgner und dessen Ehefrau Charlotte, geborene Teichert.

### Militärkarriere
Ilgner trat am 1. Februar 1820 als Füsilier in das 11. Infanterie-Regiment der Preußischen Armee ein und avancierte bis Mitte März 1823 zum Sekondeleutnant. Von 1830 bis 1831 war er als Lehrer und Erzieher des Herzogs Albrecht von Mecklenburg-Schwerin (1812–1834) kommandiert. Nach seiner Rückkehr fungierte er von 1833 bis 1835 als Adjutant des Füsilier-Bataillons und anschließend bis 1839 als Regimentsadjutant. Zeitgleich war er in den Jahren 1836/38 auch Lehrer des Herzogs Eugen Erdmann von Württemberg. Am 29. Mai 1839 wurde Ilgner dann in die Abteilung für das Invalidenwesen im Kriegsministerium kommandiert und Anfang Juni 1840 zum Premierleutnant befördert. Unter Belassung in seinem Kommando wurde er am 8. Juli 1840 dem Regiment sowie am 22. März 1843 als Hauptmann dem Kriegsministerium aggregiert. Am 9. Oktober 1848 wurde Ilgner Major und am 25. Dezember 1849 in das Ministerium einrangiert.
Am 9. Dezember 1851 beauftragte man Ilgner zunächst mit der Führung der Geschäfte als Vorsteher der Bekleidungsabteilung, ernannte ihn am 22. Juni 1852 zum Vorstand sowie am 16. Dezember 1852 zum Abteilungschef. Er wurde am 22. März 1853 zum Oberstleutnant befördert und am 15. April 1854 mit dem Ritterkreuz des Schwert-Ordens ausgezeichnet. Ilgner stieg Mitte Oktober 1856 zum Oberst auf und erhielt am 24. Oktober 1857 den Sankt-Stanislaus-Orden II. Klasse mit Krone. Unter Stellung à la suite des Kriegsministeriums folgte am 20. Januar 1850 seine Ernennung zum Kommandanten von der Festung Minden. In dieser Stellung erhielt am 30. Mai 1859 den Charakter als Generalmajor. Am 20. September 1861 wurde er mit dem Roten Adlerorden II. Klasse mit Eichenlaub und am 14. Oktober 1861 mit dem Kommandeurskreuz I. Klasse des Guelphen-Ordens ausgezeichnet. Unter Verleihung des Kronenordens II. Klasse wurde Ilgner am 8. Januar 1864 mit der Pension eines Brigadekommandeurs zur Disposition gestellt. Außerdem erhielt er am 18. Februar 1864 die Erlaubnis die Ehrenbürgerschaft der Stadt Minden anzunehmen. Er starb am 2. November 1891 in Berlin und wurde am 5. November 1891 auf dem Garnisonfriedhof beigesetzt.

### Familie
Ilgner heiratete am 4. Oktober 1828 in Breslau Pauline Albertine Ulrike Eleonore von Lübtow (1805–1873).